# Claudia Rangoni

Stemma dei Rangoni.

Claudia (Olimpia) Rangoni (Modena, 7 febbraio 1537 – Roma, 2 febbraio 1593) è stata una nobildonna italiana e contessa consorte di Correggio.

## Biografia
Era figlia del condottiero Claudio Rangoni (1507-1537) e di Lucrezia Pico (1505-1550).; dapprima battezzata Olimpia, le fu dato il nome Claudia a pochi giorni di vita, in seguito alla morte prematura del padre.
Il 14 maggio 1550 sposò il conte Giberto VIII da Correggio (1530-1580), figlio di Manfredo e di Lucrezia d'Este. 
Nati dissapori col marito fin dal 1562, nel 1566 lo lasciò (lamentando che il conte non adempisse ai doveri coniugali da dieci anni), rifugiandosi a Mirandola presso il castello dei Pico. 
Nonostante il marito si dicesse pronto a riprenderla, fu stabilito un accordo tra le famiglie Rangoni e Correggio affinché tornasse alla casa paterna, dove però Claudia non volle sottomettersi al fratello Fulvio Rangoni: fuggì quindi a Roma, dove chiese l'annullamento del matrimonio per cagione di affinità (benché in effetti la parentela fosse di 10º grado), che le fu concesso da papa Pio V nel 1567.
Claudia fu poi l'amante del cardinale Girolamo da Correggio, che probabilmente non venne eletto papa nel conclave del 1572 proprio a causa della sua relazione con la nobildonna.. Fu inoltre accusata di aver avvelenato la sua rivale in amore, una certa Calcagni.
Morì a Roma nel 1593, lasciando ai Barnabiti i suoi averi, con l'obbligo di fondare una chiesa, chiamata San Paolo alla Colonna.

## Discendenza
Giberto e Claudia ebbero una figlia:
- Lucrezia (1554-?), durante i dissapori tra i genitori si fece monaca presso il monastero di santa Elisabetta a Mantova; dopo lo scioglimento del matrimonio, nel 1570 la madre Claudia promosse una causa contro l'ex marito per far sciogliere i voti della figlia.

## Ascendenza
|                                                                            |                                                                            |                                                                                 | Genitori                                                 |  |  | Nonni |  |  | Bisnonni          |  |  | Trisnonni        |  |
|                                                                            |                                                                            |                                                                                 |                                                          |  |  |       |  |  | Venceslao Rangoni |  |  | Gherardo Rangoni |  |
|                                                                            |                                                                            |                                                                                 |                                                          |  |  |       |  |  | Venceslao Rangoni |  |  | Gherardo Rangoni |  |
|                                                                            |                                                                            | Beatrice Boiardo                                                                |                                                          |  |  |       |  |  | Venceslao Rangoni |  |  |                  |  |
| Francesco Maria Rangoni                                                    |                                                                            |                                                                                 |                                                          |  |  |       |  |  | Venceslao Rangoni |  |  |                  |  |
|                                                                            |                                                                            | Emilia Rangoni Boiardo                                                          | Feltrino Boiardo, conte di Scandiano                     |  |  |       |  |  |                   |  |  |                  |  |
|                                                                            |                                                                            | Emilia Rangoni Boiardo                                                          | Feltrino Boiardo, conte di Scandiano                     |  |  |       |  |  |                   |  |  |                  |  |
|                                                                            |                                                                            | Emilia Rangoni Boiardo                                                          | Guiduccia da Correggio                                   |  |  |       |  |  |                   |  |  |                  |  |
| Claudio Rangoni, conte di Castelcrescente                                  |                                                                            | Emilia Rangoni Boiardo                                                          |                                                          |  |  |       |  |  |                   |  |  |                  |  |
|                                                                            |                                                                            | …                                                                               | …                                                        |  |  |       |  |  |                   |  |  |                  |  |
|                                                                            |                                                                            | …                                                                               | …                                                        |  |  |       |  |  |                   |  |  |                  |  |
|                                                                            |                                                                            | …                                                                               | …                                                        |  |  |       |  |  |                   |  |  |                  |  |
| Lucia Rusca                                                                |                                                                            | …                                                                               |                                                          |  |  |       |  |  |                   |  |  |                  |  |
|                                                                            |                                                                            | …                                                                               | …                                                        |  |  |       |  |  |                   |  |  |                  |  |
|                                                                            |                                                                            | …                                                                               | …                                                        |  |  |       |  |  |                   |  |  |                  |  |
|                                                                            |                                                                            | …                                                                               | …                                                        |  |  |       |  |  |                   |  |  |                  |  |
| Claudia Rangoni                                                            |                                                                            | …                                                                               |                                                          |  |  |       |  |  |                   |  |  |                  |  |
|                                                                            | Galeotto I Pico della Mirandola, signore di Mirandola e conte di Concordia | Gianfrancesco I Pico della Mirandola, signore di Mirandola e conte di Concordia |                                                          |  |  |       |  |  |                   |  |  |                  |  |
|                                                                            | Galeotto I Pico della Mirandola, signore di Mirandola e conte di Concordia | Gianfrancesco I Pico della Mirandola, signore di Mirandola e conte di Concordia |                                                          |  |  |       |  |  |                   |  |  |                  |  |
|                                                                            | Galeotto I Pico della Mirandola, signore di Mirandola e conte di Concordia | Giulia Boiardo                                                                  |                                                          |  |  |       |  |  |                   |  |  |                  |  |
| Ludovico I Pico della Mirandola, signore di Mirandola e conte di Concordia | Galeotto I Pico della Mirandola, signore di Mirandola e conte di Concordia |                                                                                 |                                                          |  |  |       |  |  |                   |  |  |                  |  |
|                                                                            |                                                                            | Bianca d'Este                                                                   | Niccolò III d'Este, marchese di Ferrara, Modena e Reggio |  |  |       |  |  |                   |  |  |                  |  |
|                                                                            |                                                                            | Bianca d'Este                                                                   | Niccolò III d'Este, marchese di Ferrara, Modena e Reggio |  |  |       |  |  |                   |  |  |                  |  |
|                                                                            |                                                                            | Bianca d'Este                                                                   | Anna de' Roberti                                         |  |  |       |  |  |                   |  |  |                  |  |
| Lucrezia Pico della Mirandola                                              |                                                                            | Bianca d'Este                                                                   |                                                          |  |  |       |  |  |                   |  |  |                  |  |
|                                                                            |                                                                            | Gian Giacomo Trivulzio, marchese di Vigevano                                    | Antonio Trivulzio                                        |  |  |       |  |  |                   |  |  |                  |  |
|                                                                            |                                                                            | Gian Giacomo Trivulzio, marchese di Vigevano                                    | Antonio Trivulzio                                        |  |  |       |  |  |                   |  |  |                  |  |
|                                                                            |                                                                            | Gian Giacomo Trivulzio, marchese di Vigevano                                    | Francesca Visconti                                       |  |  |       |  |  |                   |  |  |                  |  |
| Francesca Trivulzio                                                        |                                                                            | Gian Giacomo Trivulzio, marchese di Vigevano                                    |                                                          |  |  |       |  |  |                   |  |  |                  |  |
|                                                                            |                                                                            | …                                                                               | …                                                        |  |  |       |  |  |                   |  |  |                  |  |
|                                                                            |                                                                            | …                                                                               | …                                                        |  |  |       |  |  |                   |  |  |                  |  |
|                                                                            |                                                                            | …                                                                               | …                                                        |  |  |       |  |  |                   |  |  |                  |  |
|                                                                            |                                                                            | …                                                                               |                                                          |  |  |       |  |  |                   |  |  |                  |  |